# Carlota Amàlia Gyldenløve
Carlota Amàlia Gyldenløve —Charlotte Amalie Gyldenløve (danès) — (Copenhaguen, Dinamarca, 15 de novembre de 1682 - ibídem, 7 de desembre de 1699) fou filla d'Ulrik Frederik Gyldenløve i d'Antonieta Augusta d'Aldenburg. El 27 de novembre de 1696 es va casar a Skjoldnaesholm amb al seu cosí Cristià de Gyldenlove-Samsoe (1674-1703), comte de Samsoe i un dels cinc fill il·legítims que el rei Cristià V de Dinamarca (1646-1699) va tenir amb Sofia Amàlia Moth (1654-1719). D'aquest matrimoni en nasqueren:
- Frederica Lluïsa de Danneskiold-Samsøe (1699-1744), casada amb el duc Cristià August I de Schleswig-Holstein-Sonderburg-Augustenburg (1696-1754).
- Cristina Carlota de Danneskiold-Samsoe (1698-1699).